# Stade de baseball

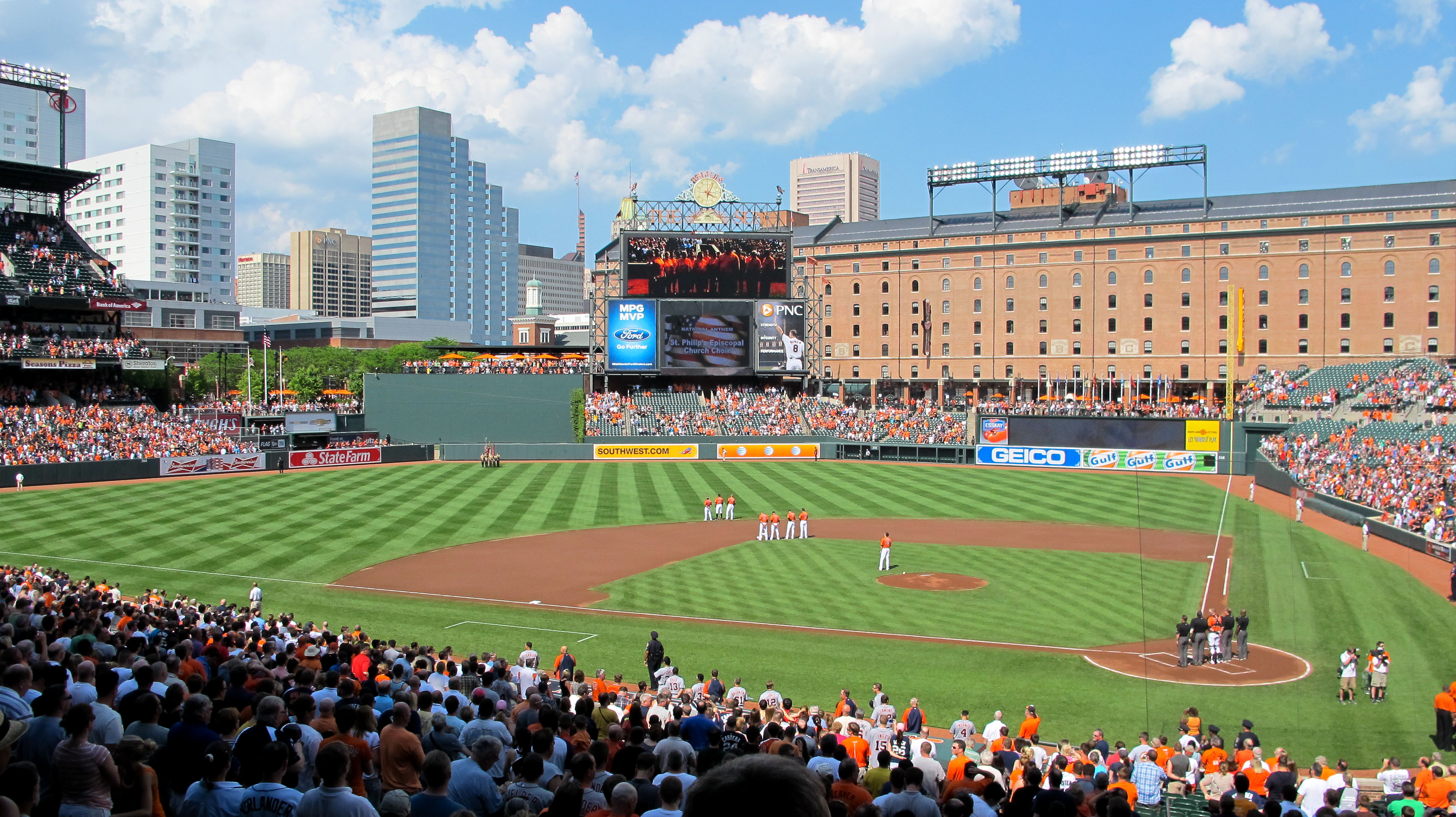
Camden Yards à Baltimore en 2013.

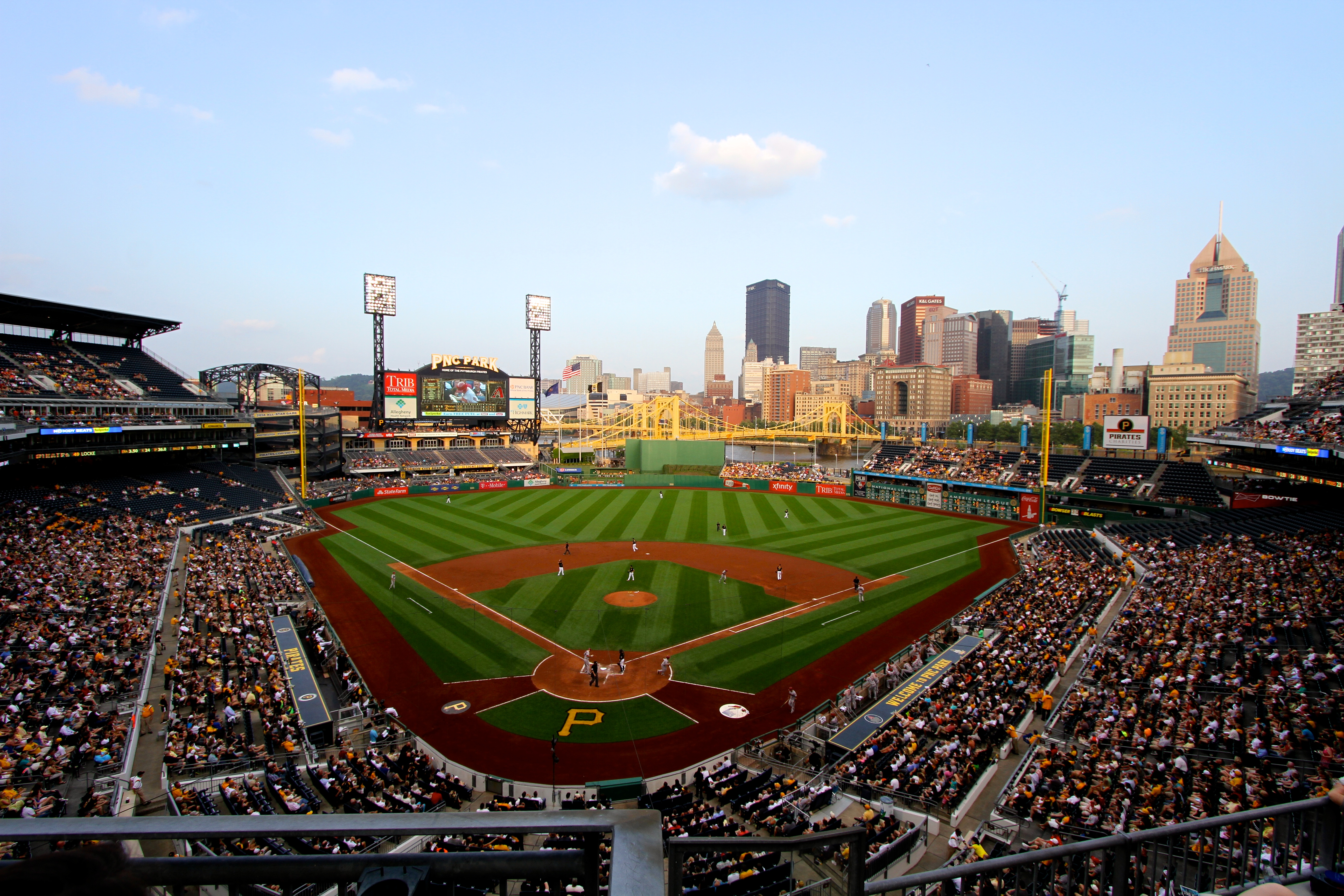
Le PNC Park de Pittsburgh en 2014.

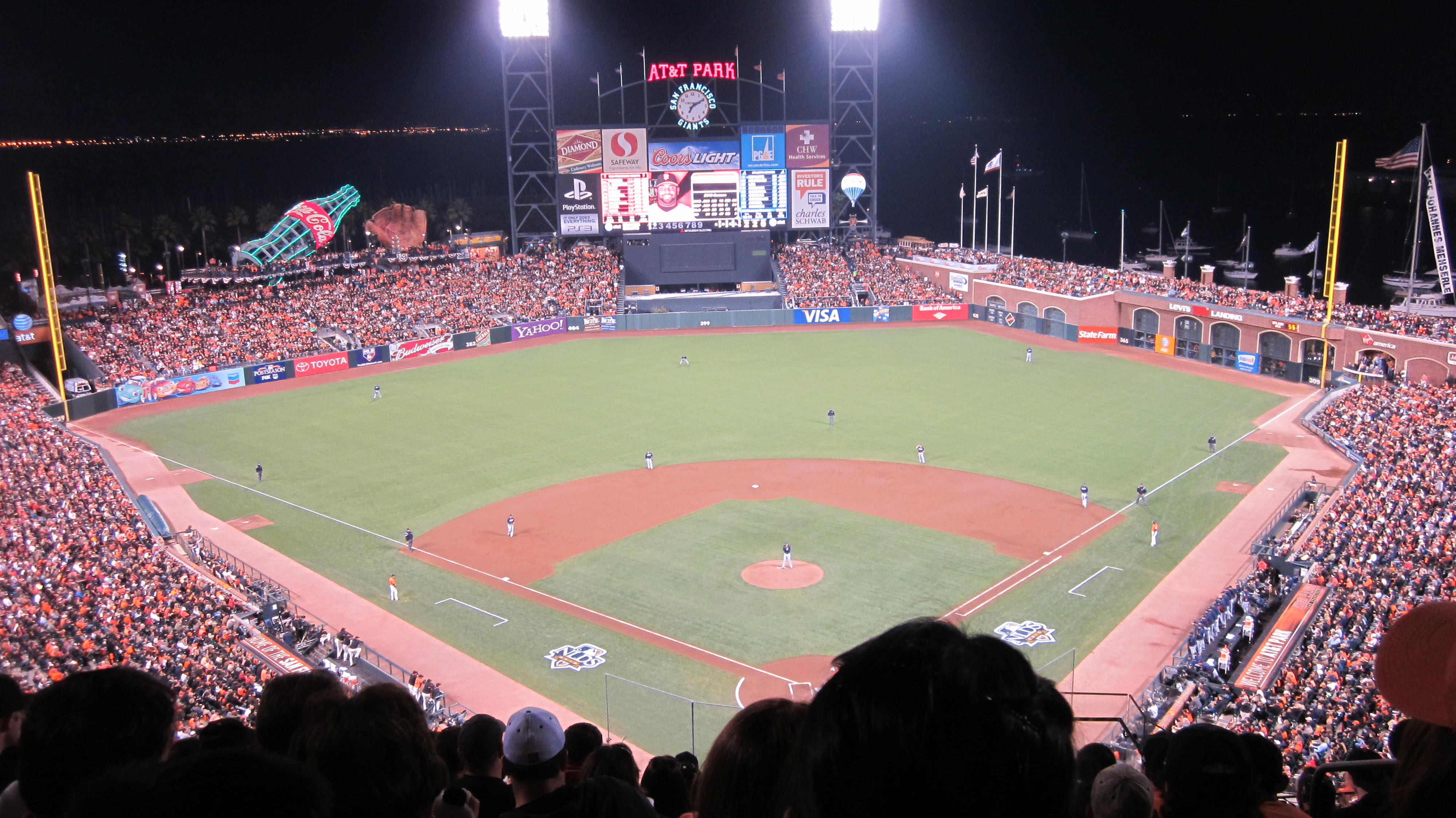
AT&T Park de San Francisco en octobre 2010.

Vue panoramique du Yankee Stadium de New York en 2009.

Un stade de baseball est un stade utilisé principalement pour le baseball, qui comprend le terrain de jeu et l'ensemble des tribunes et autres installations bordant celui-ci.

## Liste de stades de baseball par capacité

### Stades aux États-Unis
- Los Angeles, Dodger Stadium (56 000 places)
- New York, Yankee Stadium (52 325 places)
- Denver, Coors Field (50 445 places)
- Atlanta, Turner Field (50 000 places)
- Dallas, Rangers Ballpark (Arlington) (49 200 places)
- Phoenix, Chase Field (49 000 places)
- New York, Citi Field (45 000 places)

### Autres stades
- La Havane (Cuba), Estadio Latinoamericano (55 000 places)
- Tokyo (Japon), Tokyo Dome (55 000 places)
- Sapporo (Japon), Sapporo Dome (53 796 places)
- Toronto (Canada), Centre Rogers (49 539 places)
- Incheon (Corée du Sud), stade de baseball Munhak (30 480 places)